# Aurel Vișovan
 (mars 2024).
Aurel Vișovan, né le 4 juin 1926 à Sărmășag (Roumanie) et mort le 7 août 2002 à Sighetu Marmației, est un homme politique roumain, chef du groupe Ionel Moța de Sighetu Marmației. Il a été le chef du premier lot important d’opposants anti-communistes. Après 16 ans de prison, il a été mémorialiste et poète.

## Jeunesse et études
Les parents d’Aurel Vișovan, Alexandru et Paraschiva Vișovan étaient originaires du village de Breb. Son père, Alexandru Vișovan, membre de la Garde nationale roumaine du Maramureș, a participé à la Grande Assemblée nationale d'Alba Iulia. Le 1er décembre 1918, il fut pendant quelques mois maire de Breb, puis chef de la gendarmerie de différentes localités du nord-ouest du pays 
Après sa retraite en 1932, la famille retourne au Maramureș et s'installe à Sighetu Marmației , où Aurel Vișovan fait ses premières années d'école,.
La réédition de la Transylvanie du Nord à la Hongrie en août 1940 conduit la famille à se réfugier à Timișoara pendant toute la guerre. Il passe son baccalauréat en 1945 au lycée Constantin Diaconovici Loga de Timișoara.

## Détention
Rentré à Sighetu Marmației aves ses parents en 1945, Aurel Vișovan s'inscrit aux cours de la Faculté de Droit de Cluj, étant en même temps professeur suppléant au lycée Dragoș Vodă où il enseigne la physique, la chimie et l’italien. L'atmosphère au Maramureș, sortant à peine de l'occupation hongroise et échappant de peu à l'annexion par l'URSS était très tendue. Aurel Vișovan adhéra au mouvement légionnaire et s'occupa de son organisation au Maramureș jusqu'en 1948. Au moment de l'arrestation, Aurel Vișovan occupait le poste de chef du groupe légionnaire du Maramureș, composé principalement d'élèves et d'étudiants.
En août 1948, Aurel Vișovan fut arrêté avec 17 autres membres de son groupe. Il fut cruellement torturé pendant l'enquête), puis emprisonné à la prison de Sighet jusqu'au procès de mai 1949. Au cours du procès de Cluj, les 18 membres du groupe Vișovan ont été condamnés à des peines allant de 2 à 10 ans de prison, la plus lourde étant celle d'Aurel. Il fut incarcéré à Pitesti, où il fut soumis pendant deux ans à la terrible terreur de la rééducation par la torture, dont il sortit physiquement détruit et mentalement traumatisé. Il fut ensuite incarcéré dans les prisons de Gherla, Baia Sprie et Aiud ainsi que les camps de travail de Bărăgan-Lătești, et 9 Culme.
Un nouveau procès a eu lieu en 1959, où le procureur demanda sa condamnation à la peine de mort. Une des charges retenues a été le poème Rhapsodie du Maramureș, et d’autres de ses poésies écrites en prison, qui décrivaient le drame de la détention,,. La peine d’Aurel Vișovan fut augmentée à 25 ans et il fut emprisonné à Satu Mare et Aiud.
En 1964, il a été libéré après 18 ans d’emprisonnement.
À Sighet en 1964 il revient à Sighetu Marmației, où il réussit difficilement à trouver du travail. Il n'est autorisé à poursuivre ses études de droit et de sciences économiques qu'après 10 ans dans des conditions très restrictives, qu’il n’arrive pas à satisfaire.  
En 1966, il épousa l'enseignante Aurelia Chindriș (fille et petite-fille de prisonniers politiques) et ils eurent deux enfants - Marius (actuellement prêtre gréco-catholique) et Flaviu (décédé à l'âge de quatre ans) puis six petits-enfants. 
De 1990 jusqu'à sa mort, il a participé aux commémorations et colloques organisés au Musée Mémorial de Sighet, dont la cellule 74 porte son nom. Il a publié deux volumes sur la vie dans les prisons communistes ainsi qu’un volume de poésies. 
Aurel Vișovan meurt le 7 août 2002 à Sighetu Marmației.

## Publications
- Dumnezeul meu, Dumnezeul meu, pentru ce m'ai părăsit?, Editura: Napoca Star, 2006,  (ISBN 973-9455-00-X)
- Dincoace de gratii, Editura Napoca Star, 2001
- Dio mio, Dio mio, perché mi hai abbandonato? Editura Napoca Star, 1999
- Scrisoare în gând (poezii), 2000